# Folkomröstningen om EU-medlemskap i Sverige 1994
Den 13 november 1994 genomfördes en rådgivande folkomröstning om EU-medlemskap i Sverige. 52,3 procent röstade för ett medlemskap, 46,8 procent röstade emot och 0,9 procent röstade blankt. Efter folkomröstningen gick Sverige med i Europeiska unionen (EU) 1 januari 1995.
Frågan som ställdes var
| ” | Riksdagen har beslutat att det ska hållas en folkomröstning om svenskt medlemskap i Europeiska unionen (EU). Omröstningen gäller om Sverige skall bli medlem i EU enligt det avtal som förhandlats fram mellan Sverige och EU:s medlemsstater. Anser du att Sverige bör bli medlem i EU i enlighet med avtalet mellan Sverige och EU:s medlemsstater? | „ |

83,3 procent av de röstberättigade (6 510 055 personer var röstberättigade) deltog i folkomröstningen.
Bland de politiska partierna stödde officiellt Socialdemokraterna, Centerpartiet, Kristdemokraterna, Moderaterna och Folkpartiet ett medlemskap medan Vänsterpartiet och Miljöpartiet var emot. De som sympatiserade med de fyra sistnämnda partierna röstade också i hög grad med partilinjen, medan de tre förstnämnda partiernas väljare var mer jämnt fördelade på de två sidorna.

## Bakgrund

Medlemsländer i EFTA. Mörkgrönt markerar medlemsländer under perioden 1986-1994. Ljusgrönt markerar tidigare medlemmar.

Sverige hade varit medlem av EFTA sedan 1960. 1987 uttalade Sverige ett önskemål att vara del av Europeiska gemenskapens (EG:s) inre marknad och 1989 inleddes samtal mellan EG och EFTA i syfte att skapa Europeiska ekonomiska samarbetsområdet (EES). Efter Berlinmurens fall hösten 1989 förekom mer diskussioner om ett svenskt EG-medlemskap. I oktober 1990 meddelade regeringen Carlsson II, som en del av ett krispaket i samband med den då begynnande finanskrisen, att Sverige borde gå med i EG.
I juli 1991 lämnades Sveriges ansökan om medlemskap in av statsminister Ingvar Carlsson. I toppmöten i Lissabon och Edinburgh under 1992 godkände EG:s stats- och regeringschefer en utvidgning av EU till nya medlemsländer. I februari 1993 inleddes förhandlingarna om villkoren för Sveriges medlemskap och pågick ett drygt år. De tidigare förhandlingarna om skapandet av EES bidrog till att förhandlingarna kunde genomföras relativt snabbt. Överenskommelsen mellan Sverige och EU var klar 30 mars 1994 och undertecknades vid EU:s toppmöte på Korfu i juni 1994.
Förutom Sverige bedrev även EFTA-länderna Finland, Norge och Österrike medlemskapsförhandlingar. Samtliga fyra länder genomförde folkomröstningar om EU-medlemskap sommaren-hösten 1994. Folkomröstningarna i Österrike (12 juni) och Finland (16 oktober) resulterade i ja medan folkomröstningen i Norge (27-28 november) resulterade i nej. Finland och Österrike gick därför med i EU samtidigt som Sverige, 1 januari 1995, medan Norge förblev EFTA-medlem.

## Resultat per län

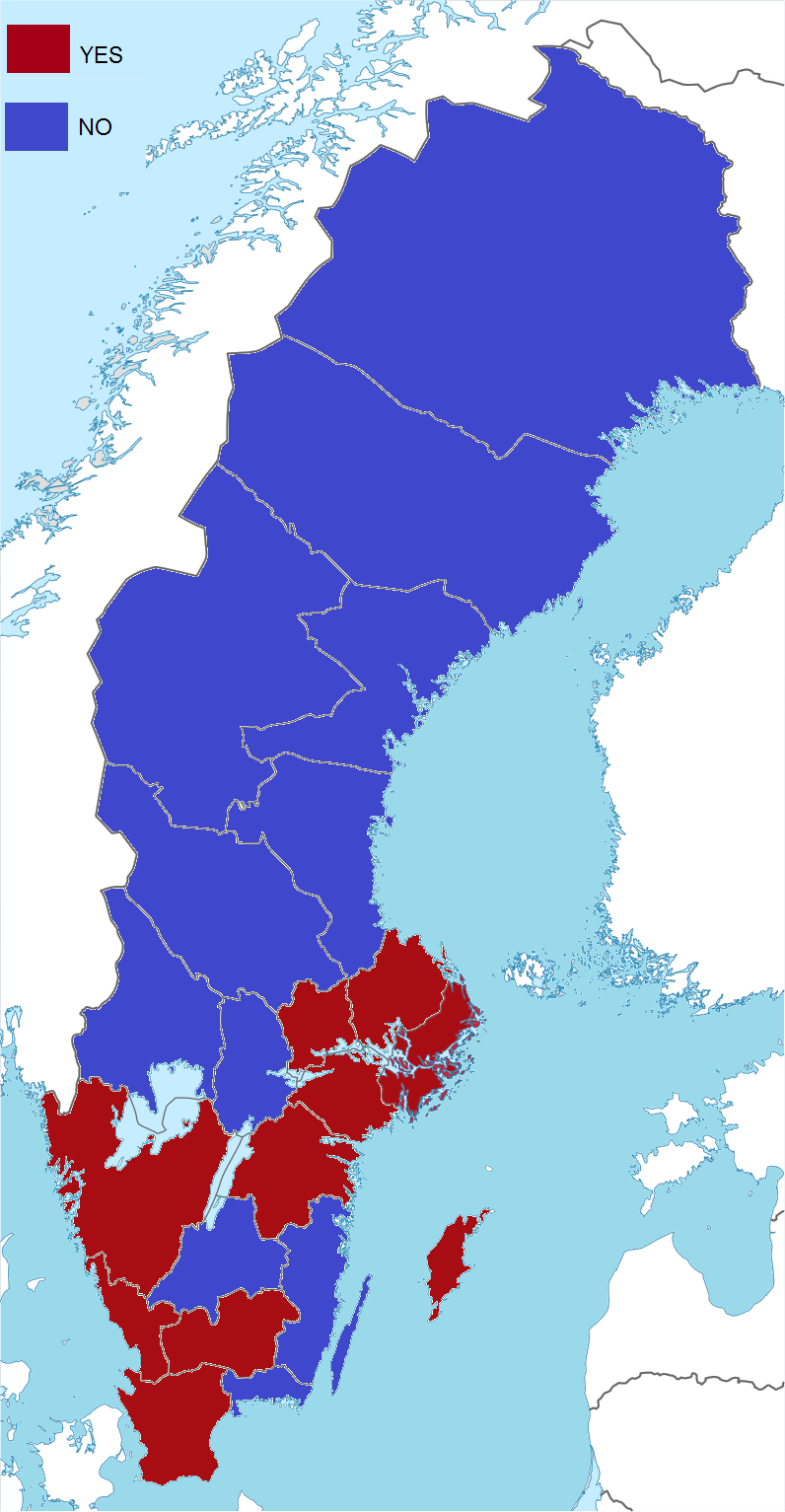
Resultat i folkomröstningen 1994
Nej-röster
Ja-röster

| Län                                       | Ja      | % Ja  | Nej     | % Nej | Röstberättigade | Röster    | Giltiga   | Ogiltiga |
| ----------------------------------------- | ------- | ----- | ------- | ----- | --------------- | --------- | --------- | -------- |
| Stockholms län                            | 623 496 | 62,03 | 381 635 | 37,97 | 1 216 980       | 1 014 869 | 1 005 131 | 9 738    |
| Uppsala län                               | 92 167  | 53,96 | 78 636  | 46,04 | 205 736         | 172 747   | 170 803   | 1 944    |
| Södermanlands län                         | 86 083  | 54,31 | 72 430  | 45,69 | 191 199         | 160 141   | 158 513   | 1 628    |
| Östergötlands län                         | 139 697 | 54,49 | 116 689 | 45,51 | 309 509         | 259 312   | 256 386   | 2 926    |
| Örebro län                                | 81 423  | 47,47 | 90 109  | 52,53 | 208 184         | 173 286   | 171 532   | 1 754    |
| Västmanlands län                          | 87 058  | 54,81 | 71 778  | 45,19 | 193 184         | 160 400   | 158 836   | 1 564    |
| Jönköpings län                            | 100 072 | 48,89 | 104 616 | 51,11 | 242 805         | 206 545   | 204 688   | 1 857    |
| Kronobergs län                            | 58 015  | 51,87 | 53 824  | 48,13 | 134 559         | 113 019   | 111 839   | 1 180    |
| Kalmar län                                | 73 207  | 48,74 | 76 987  | 51,26 | 184 802         | 151 649   | 150 194   | 1 455    |
| Gotlands län                              | 17 996  | 51,40 | 17 017  | 48,60 | 43 878          | 35 399    | 35 013    | 386      |
| Blekinge län                              | 45 098  | 46,90 | 51 065  | 53,10 | 116 586         | 97 106    | 96 163    | 943      |
| Skåne län                                 | 422 567 | 63,23 | 245 696 | 36,77 | 818 810         | 674 619   | 668 263   | 6 356    |
| Hallands län                              | 97 222  | 58,44 | 69 150  | 41,56 | 197 757         | 168 244   | 166 372   | 1 872    |
| Västra Götalands län                      | 466 591 | 51,99 | 430 924 | 48,01 | 1 085 238       | 906 508   | 897 515   | 8 993    |
| Värmlands län                             | 84 627  | 47,46 | 93 703  | 52,54 | 217 170         | 179 875   | 178 330   | 1 545    |
| Dalarnas län                              | 71 253  | 39,06 | 111 150 | 60,94 | 220 141         | 184 047   | 182 403   | 1 644    |
| Gävleborgs län                            | 74 767  | 41,69 | 104 583 | 58,31 | 222 780         | 180 980   | 179 350   | 1 630    |
| Västernorrlands län                       | 69 582  | 41,96 | 96 233  | 58,04 | 201 394         | 167 081   | 165 815   | 1 266    |
| Jämtlands län                             | 24 714  | 27,94 | 63 731  | 72,06 | 104 798         | 89 121    | 88 445    | 676      |
| Västerbottens län                         | 60 071  | 37,23 | 101 285 | 62,77 | 193 374         | 162 532   | 161 356   | 1 176    |
| Norrbottens län                           | 58 015  | 34,97 | 107 891 | 65,03 | 201 171         | 167 007   | 165 906   | 1 101    |
| Källa: Dataset European Election Database |         |       |         |       |                 |           |           |          |